# Jorge Garcés Fernández
Jorge Andrés Garcés Fernández fue un ingeniero y empresario chileno, patriarca de la familia del mismo apellido ligada actualmente al control de holding inmobiliario y constructor local SalfaCorp.
Se formó en el Colegio San Ignacio y en la Pontificia Universidad Católica, ambos de la capital.
En su calidad de ingeniero civil ingresó a la compañía, entonces llamada Salfa, en la década de los cincuenta.
En 1962, junto a sus socios Fernando Salinas y Mario Valdés asumió el control de la firma, justo después que un mal negocio había dejado en muy mala posición a los anteriores dueños, Ramón Salinas, y los hermanos Fabres Pinto y Guillermo Avilés. La empresa encaró por entonces la crisis más grande de su historia.
En el aspecto gremial integró el Consejo Nacional de la Cámara Chilena de la Construcción y, además, se hizo cargo del comité habitacional de la misma entre 1991 y 1996.
También fue miembro del Consejo del Área Social entre 1997 y 2002, consejero de la Corporación de Salud Laboral entre 1994 y 2000, y director de la Compañía de Seguros La Construcción entre los años 2000 y 2004.
Falleció el 22 de enero de 2010 víctima de un cáncer.